# 하리스 실라이지치
하리스 실라이지치(보스니아어: Haris Silajdžić, 1945년 10월 1일 ~ )는 보스니아 헤르체고비나의 정치인이다. 2006년부터 2010년까지 대통령을 지냈다.
2006년 10월, 보스니아 헤르체고비나 대선에서 보스니아계의 대통령으로 선출 되었다.
실라이지치는 한 때, 보스니아 헤르체고비나의 총리를 지낸적이 있다.